# Władysław Zachorowski

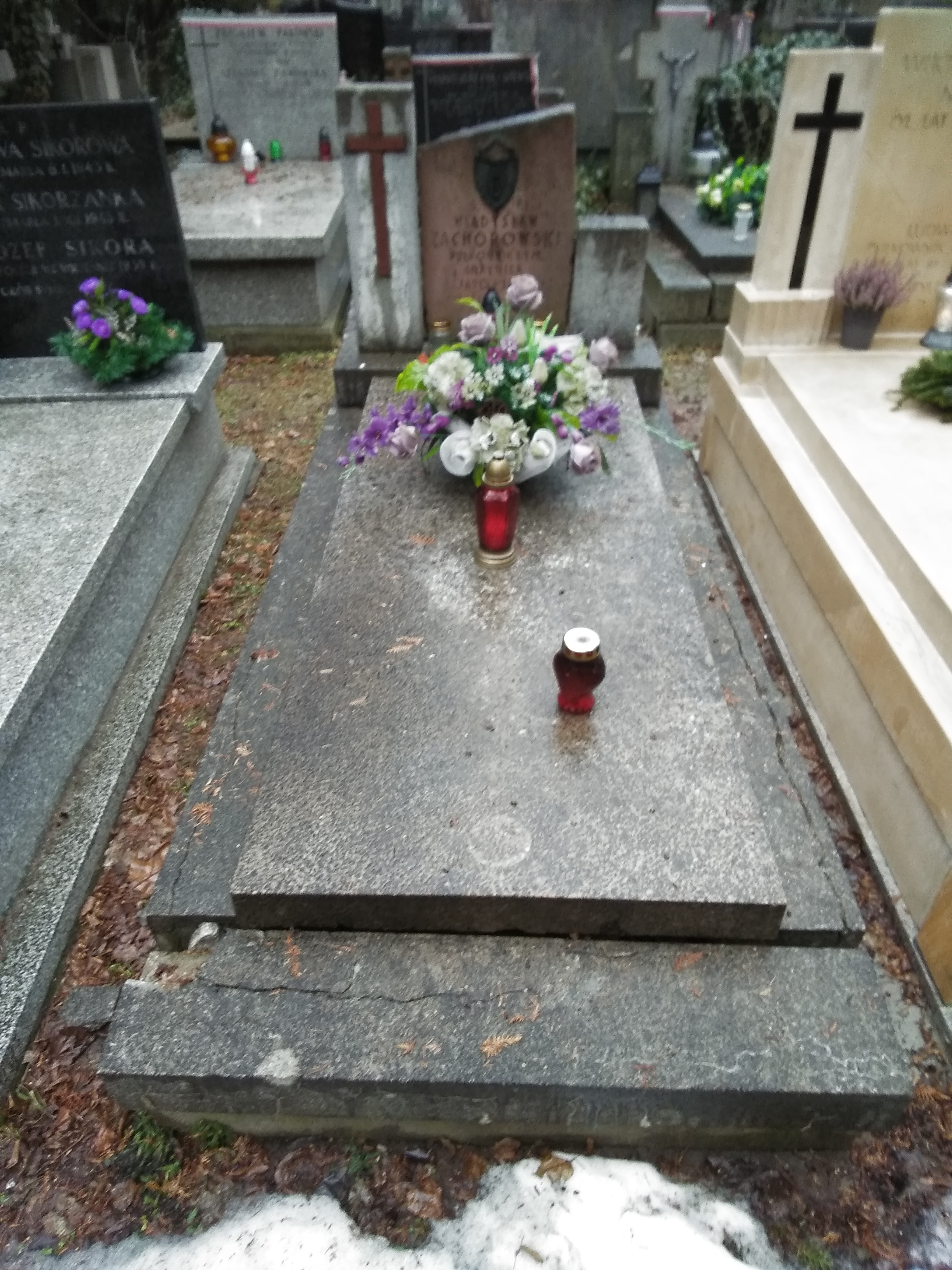
Grób Władysława Zachorowskiego na Cmentarzu Wojskowym na Powązkach

Władysław Ludwik Zachorowski (ur. 20 lipca 1890 w Rzeszowie, zm. 1943) – pułkownik dyplomowany saperów inżynier Wojska Polskiego.

## Życiorys
Urodził się 20 lipca 1890 roku w Rzeszowie, w rodzinie Jana i Marii z Kasparów. W 1909 roku ukończył I Wyższą Szkołę Realną w Krakowie, a następnie Wydział Budowy Dróg i Mostów Politechniki Lwowskiej uzyskując tytuł inżyniera. Od 1913 działał w Polskich Drużynach Strzeleckich.
Po wybuchu I wojny światowej w sierpniu 1914 wstąpił do Legionów Polskich. Służył w Komendzie Legionów w dziale taborów. Został mianowany chorążym taborów od 18 stycznia 1915, później do stopni podporucznika taborów od 17 września 1915 i porucznika taborów od 1 listopada 1916. 22 lipca 1916 roku został uznany za niezdolnego do służby frontowej i przydzielony do piekarni polowej Legionów Polskich na stanowisko komendanta trenu, jak ówcześnie nazywano tabory. Po kryzysie przysięgowym służył w Polskim Korpusie Posiłkowym. Przy usiłowaniu przekroczenia frontu pod Rarańczą w połowie lutego 1918, został aresztowany przez Austriaków i następnie był sądzony w procesie oskarżonych legionistów w Marmarosz-Sziget od czerwca do września 1918. W wyniku abolicji cesarskiej odzyskał wolność 2 października 1918. Jako oficer byłego Polskiego Korpusu Posiłkowego reskryptem Rady Regencyjnej z 25 października 1918 roku został przydzielony do podległego jej Wojska Polskiego w randze porucznika, został mianowany do stopnia kapitana taborów ze starszeństwem z dniem 12 października 1918.
Po zakończeniu wojny i odzyskaniu przez Polskę niepodległości wstąpił do Wojska Polskiego. Objął stanowisko szefa sekcji taborów i administracji ogólnej w Okręgu IV SG. Następnie pełnił funkcję kwatermistrzem 4 Armii. Uczestniczył w wojnie polsko-bolszewickiej. Został awansowany do stopnia podpułkownika saperów ze starszeństwem z dniem 1 czerwca 1919. Odbył II Kurs Doszkolenia w Wyższej Szkole Wojennej od 3 października 1922 15 października 1922 i uzyskał tytuł oficera dyplomowanego. W 1923 służył w 3 pułku saperów (garnizon Wilno), do 10 kwietnia 1925 pełnił funkcję p.o. dowódcy 9 pułku saperów. Następnie objął stanowisko szefa Wydziału I Organizacyjnego Departamentu V Inżynierii w Ministerstwie Spraw Wojskowych i szefa 10 Okręgowego Szefostwa Saperów w Przemyślu w 1928. W tym samym roku był nadal przydzielony do 9 pułku saperów i do kadry oficerów saperów oraz był zweryfikowany w Korpusie Oficerów Inżynierii i Saperów z lokatą 10. W 1929 został wyznaczony na pierwszego dowódcę sformowanej w tym roku 3 Brygada Saperów. Został mianowany pułkownikiem dyplomowanym saperów od 1 stycznia 1930. Pełniąc funkcję dowódcy brygady ukończył VII Kurs w Centrum Wyższych Studiów Wojskowych, trwający od 10 listopada 1932 do 10 sierpnia 1933. W 1934 został przeniesiony w stan spoczynku.
Jako emerytowany oficer wojskowy pracował w PKO, pełniąc stanowisko dyrektora działu ubezpieczeń na życie, funkcjonującego w budynku przy ulicy Marszałkowskiej 124. Był działaczem organizacji kombatanckich, w tym Związku Legionistów Polskich. Zamieszkiwał przy ulicy Górskiego 5 w Warszawie.
Od 31 października 1925 był mężem Marii z Perkowskich (zm. 1970). Mieli syna Władysława Kazimierza (1929–1944), łącznika AK, ps. „Dzidek”, który poległ w powstaniu warszawskim.
Zmarł w 1943 roku. Został pochowany na Cmentarzu Wojskowym na Powązkach (kwatera A21-7-9).

## Ordery i odznaczenia
- Krzyż Komandorski Orderu Odrodzenia Polski[8]
- Krzyż Niepodległości (4 lutego 1932)[12]
- Krzyż Oficerski Orderu Odrodzenia Polski (2 maja 1923)[13][14][15]
- Krzyż Walecznych (dwukrotnie)[8]
- Złoty Krzyż Zasługi (30 grudnia 1924)[16][8]
- Medal Pamiątkowy za Wojnę 1918–1921[8]
- Medal Dziesięciolecia Odzyskanej Niepodległości[8]
- Brązowy Medal za Długoletnią Służbę[8]